# Comune di Rietavas
Il comune di Rietavas è uno dei 60 comuni della Lituania, situato nella regione della Samogizia.